# Paracatua reichii
Paracatua reichii är en insektsart som beskrevs av Victor Antoine Signoret 1855. Paracatua reichii ingår i släktet Paracatua och familjen dvärgstritar. Inga underarter finns listade i Catalogue of Life.